# 成海璃子
成海璃子（日语：／ Narumi Riko，1992年8月18日—）為日本女演員和模特兒，本名塚本璃子（日语：／ Tsukamoto Riko）。身高163公分，血型O型。從事兒童演員入行，現為研音旗下藝人。

## 簡介
- 1992年8月18日，塚本璃子在神奈川縣橫濱市神奈川區[2]出生。
- 1997年，塚本璃子進入Central Group受訓。
- 2000年，塚本璃子在日劇《圈套》中飾演仲間由紀惠主演的山田奈緒子的少女時代，首度以童星姿態亮相。
- 2004年改名為成海璃子。
- 2005年4月，在日劇《琉璃之島》中，首次擔任主角，劇組遠赴沖繩縣鳩間島拍攝。
- 2007年，主演《神童》、《未來之我製作法》、《只有你聽得到》3部電影，獲得第31回山路文子電影賞新人女演員賞和第62回每日電影獎Sponichi Grand Prix新人賞。
- 在各雜誌及電影的官方網站，經常被評價為「像大人樣」，實際也經常飾演比自己年齡大的角色。例如在日劇《一公升的眼淚 特別篇～追憶～》中，以當時14歲的年齡飾演了23歲的護士角色。以及在日劇《蜂蜜幸運草》中，以當時15歲的年齡飾演了18歲的大學生角色。
- 2010年，主演電影《書法女孩：舞動甲子園》，飾演高校的書法社長。片中她企圖振興瀕臨倒閉的書道社與當地的傳統工藝（和紙），舉辦「書道甲子園」，成功打響了知名度，也感動了許多人。
- 2014年，雜誌《FRIDAY》拍到成海璃子在新年假期與男模山下翔平在東京表參道附近的一家咖喱店門前吸煙。據悉雙方也被發現到了成海家中過夜。[4]
- 2015年被發現和Claude Morgan拍拖。[5]
- 2016年主演電影《無伴奏》，成海在片中除有泳裝上陣之外，亦有在課室脫剩內衣的場面，還有和池松壯亮的床戲。[6]

## 演出作品

### 電視劇
- 圈套（TRICK）（2000年7月 - 9月，朝日電視台）飾演 山田奈緒子（少女時代）
- 正義大哥大（2003年7月 - 9月，關西電視台）飾演 森村茜
- 川、いつか海へ 6つの愛の物語 第3話、第6話（2003年12月26日，NHK）飾演 有田しのぶ
- ほんとにあった怖い話（2004年2月21日，富士電視台）飾演 宮脇あや
- 當生命的電池耗盡時（2004年4月，朝日電視台）飾演 橘結花
- 瑠璃之島（2005年4月 - 6月，日本電視台）初主演 藤澤瑠璃
- 一公升的眼淚（2005年10月，富士電視台）飾演 池內亞湖
- 終りに見た街（2005年12月3日，朝日電視台）飾演 清水信子
- 神はサイコロを振らない（2005年12月，日本電視台）飾演 後藤琉璃子
- DRAMA COMPLEX戰後紀念特別版－沖繩軍隊少女看護隊－最後的南丁格爾（2006年8月22日，日本電視台）飾演 照屋サチ
- 一生不忘記的故事「Million Films」（2006年9月30日，朝日電視台）主演 川島あおい
- 君が光をくれた（2006年12月4日，TBS）飾演 淺田深雪
- 瑠璃之島 特別篇2007（2007年1月6日，日本電視台）主演 藤澤瑠璃
- 演歌の女王 （2007年1月 - 3月，日本電視台）飾演 五味貞子
- P&Gパンテーンドラマスペシャル 永遠の1.8秒（2007年2月12日，富士電視台）主演 前田夏希
- 一公升的眼淚 特別篇- 追憶 -（2007年4月5日，富士電視台）飾演 池內亞湖
- 介助犬ムサシ〜学校へ行こう!〜（2007年4月20日，富士電視台）主演．飾演 板倉久美子
- 考試之神（2007年7月 - 9月，日本電視台）飾演 菅原道子
- 蜂蜜幸運草（2008年1月，富士電視台）主演 花本はぐみ
- 千の風になって 電視劇特別篇なでしこ隊- 少女達だけが見た“特攻隊”封印された23日間 -（2008年9月20日，富士電視台）主演 前田笙子
- Chance！～她成功的理由～（2009年3月14日，富士電視台）飾演 大川泉水（特別出演）
- 恋うたドラマSP 三日月 第1夜（2009年9月29日，TBS）主演 滝井香澄
- 咲くやこの花 (NHK土曜時代劇)（2010年1月9日 - 3月27日，NHK）主演 こい
- ブカツ道（日语：ブカツ道）（2010年4月4日，WOWOW）主演 第一話「桜の園」、第三話「練習とか面倒だし。」、第五話「パシュッとな！」
- BOSS第二季（2011年4月14日，富士電視台）飾演 黒原理香
- 唐吉訶德（2011年7月9日，日本電視台）飾演 松浦幸子
- 大河劇 平清盛（2012年1月 - 12月，NHK）飾演 平滋子
- 小暮寫真館（2013年3月31日，NHK）飾演 垣本順子
- 糖果之家（2015年11月，TBS電視台）飾演 山本麻理惠（客串）（第五集）
- 沒有鑰匙的夢「美彌谷住宅小區的逃亡者」（2013年9月8日，WOWOW）主演 淺沼美衣
- 怪奇戀愛作戰 第3話、第4話（2015年1月24日、1月31日，東京電視台）客串 （友情演出）
- 永遠的我們 sea side blue（日语：永遠のぼくら sea side blue）（2015年6月24日，日本電視台）飾演 佐伯夢花
- 致深陷海底的你（日语：海底の君へ）（2016年2月20日，NHK綜合台）飾演 手塚真帆
- 黑色十人之女（日语：黒い十人の女）（2016年9月 - 12月，讀賣電視台・日本電視台）飾演 神田久未
- 昭和元祿落語心中（2018年10月14日 - 12月14日，NHK綜合台）飾演 小夏
- 鐵證懸案2～真相之門～ 第9話（2018年12月8日，WOWOW）飾演 藤澤智世
- 醜聞專門律師QUEEN（日语：スキャンダル専門弁護士 QUEEN） 第2話（2019年1月17日，富士電視台）飾演 佐藤瑠璃
- 水果宅急便（日语：フルーツ宅配便） 第2話（2019年1月18日，東京電視台）飾演 蜜桃（モモ）
- 直衝青天（2021年2月14日，NHK綜合台）飾演 澀澤芳
- 婚活偵探（日语：婚活探偵）（2022年1月8日 - 2月12日，BS東視）飾演 城戸まどか
- 隔壁的阿力 第4話 - 最終話（2022年2月24日 - 3月31日，朝日電視台）飾演 美園
- 前男友的遺書 第9話・第10話（2022年6月7日・14日，富士電視台）飾演 瀧澤美月
- 祈願病歷表～研修醫的解謎診察紀錄～ 第5話（2022年11月5日，日本電視台）飾演 四十住絵理
- 喧囂飯（日语：かしましめし）（2023年4月10日 - 5月29日，東京電視台）飾演 中村聖子
- 爛漫（2023年5月9日 - ，NHK綜合台）飾演 倉木英
- 警部補大魔神（2023年7月7日 - 9月1日，朝日電視台）飾演 高田美和子
- 隔壁的護佐姐姐（2024年1月10日 - 3月13日，日本電視台）飾演 櫻庭唯
- 沒有愛的戀人們（日语：アイのない恋人たち）（2024年1月21日 - 3月17日，朝日放送電視台・朝日電視台）飾演 冨田栞
- 全領域異常解決室（2024年10月9日 - 12月18日，富士電視台）飾演 二宮のの子
- DOCTOR PRICE（2025年7月6日 - ，日本電視台）飾演 北見まもり
- 塀の中の美容室（日语：高牆內的髮廊）（2025年8月22日 - ，WOWOW）飾演 加川美沙

### 電影
- 圈套 劇場版（2002年11月9日）飾演 琴美
- 楳圖一雄恐怖劇場 彩色的少女（2005年6月25日）飾演 京子
- 妖怪大戰爭（2005年8月6日）飾演 稲生タタル
- ウォーターズ（2006年3月11日）飾演 チカ
- 雨之町（2006年3月25日）飾演 絢子
- 神童（2007年4月21日）主演
- 未來之我製作法（2007年4月28日）主演 壽梨
- 只有你聽得到（2007年6月16日）主演
- 死亡預告（2008年9月27日）飾演 飯塚さくら
- 罪或罰（2009年2月28日）主演 （初主演喜劇電影）
- 山形尖叫（2009年8月1日）主演 岡垣内美香代（初主演恐怖電影）
- 十六歲的武士道（2010年4月24日）主演 磯山香織
- 書法女孩 舞動甲子園（2010年5月15日）主演 早川里子
- 海邊旅店（2010年6月5日）飾演 二宮留衣
- 少女たちの羅針盤（2011年5月14日）主演 楠田瑠美
- LOVE 雅夫Go!（2012年6月23日）
- 武士的菜單（2014年4月3日）飾演 今井佐代
- 無伴奏（2015年）飾演 野間響子
- 古都（2016年）飾演 中田結衣
- 解憂雜貨店（2017年9月23日）飾演 皆月曉子

### 電視廣告
- 光學導航鍵盤（卡西歐）
- 日本華納音樂「櫻」（可苦可樂的CD）
- マーベラスインタラクティブ 「牧場物語」
- 伊藤園「1日分の野菜」、「朝から野菜」
- 板硝子協會 「エコガラス」
- 日本圖書普及「圖書卡」
- クラレ 「電車」篇・「學校」篇
- NTT DoCoMo「品牌宣言」篇（2008年5月7日 - ）・「Answer登場」篇 學生情報中心
- P&G「PANTENE」「每天早晨的3分鐘／成海璃子」篇

### 電影配音
- 黃金羅盤（2008年3月1日） - Pantaraimon

## 專屬模特兒
- Hanachu雜誌
- melon雜誌

## 写真集
- 12歳（2005年6月，攝影: Takeo Dec.，ISBN 4898151531）
- 14歳的戀花（2007年4月）
- Natural Pure（2007年6月）
- RICO DAYS（2012年9月5日，攝影：川島小鳥，ISBN 978-4847044847）

## 外部連結
- 官方网站（页面存档备份，存于）
- 經紀公司詳細個人官方網站 （页面存档备份，存于）